# Bampura nudicosta
Bampura nudicosta là một loài ruồi trong họ Tachinidae.